# Füllbach (Itz)
Der Füllbach ist ein knapp zehn Kilometer langer, linker bzw. östlicher Zufluss der Itz.

## Name
Der schriftliche Erstbeleg stammt aus dem Jahr 1075 (Vullebach). Der Name leitet sich von althochdeutsch *(zi) fullin bahe (='zum vollen/starken/schwellenden Bach') ab.

## Geographie

### Verlauf
Der Füllbach entspringt nordöstlich von Ebersdorf-Oberfüllbach am Nordhang des Burkhardtsberges. Er mündet bei Niederfüllbach bei der Geizen-Mühle in die Itz. Sein Unterlauf war einmal die Grenze zwischen Kloster Banz und dem Coburger Land.

### Zuflüsse
- Alter Grundgraben (links)
- Brandlesgraben (links)
- Rohrbach (rechts)
- Ährengraben (links)
- Lindenbach (links)
- Aue (links)
- Krümmelsbach (links)
- Hechertengraben (rechts)

### Orte
Der Füllbach fließt durch folgende Orte:
- Oberfüllbach
- Friesendorf
- Zeickhorn
- Grub am Forst
- Roth am Forst
- Niederfüllbach